# Župna crkva sv. Nikole Tavelića u Zagrebu
Župna crkva sv. Nikole Tavelića u Zagrebu katolička je crkva u Kustošiji građena od 1941. do 1943. godine. U studenom 1943. godine posvetio ju je zagrebački nadbiskup Alojzije Stepinac.

## Povijest i arhitektura
Crkva je građena po projektu kojeg je izradio ing. Jaromir Dubsky 1941. godine, a po idejnom rješenju pisca Miroslava Krleže. Iako je građena u ratnim okolnostima, ukazuje na traženje suvremenog izričaja u interpretaciji liturgijske građevine. Crkva se nalazi u urbanistički gustom i niskom tkivu grada u kojem prevladavaju obiteljske kuće. Jednim je dijelom crkva element uličnog platna kojemu je prilagođena visinom vijenca, ali cjelokupna kompozicija pročelja ipak je naglašena vertikalom zvonika. Pred ulazom u crkvu ne postoji ulazni pretprostor jer se crkva nalazi na regulacijskoj crti. Neposredno uz crkvu nalazi se župni dvor, sagrađen isto kada i crkva, pred kojim je oblikovan trg jakog javnog karaktera.
U crkvu se ulazi preko trijema. Longitudinalani prostor završava polukružnom nadsvođenom apsidom. Prostor apside naglašen je, u odnosu na drugi dio crkve, jačim osvjetljenjem. Svetište je najvećim dijelom u apsidi, dok manjim dijelom prelazi u lađu te je izdignuto u odnosu na prostor za vjernike. Na najvišoj razini svetišta, u sredini, nalazi se oltar. Desno od oltara je ambon, a suprotno od njega krstionica. Desno od ambona, uza zid,  nalazi se svetohranište. Na bočnim zidovim prostora vjernika, nalaze se postaje križnog puta.
Nad ulaznim se prostorom nalazi kor s pjevalištem. U crkvi se nalaze i orgulje koje su jedne od rijetkih velikih koncertnih mehaničkih orgulja u Zagrebu. Orgulje su postavljene 2001. godine, a djelo su poznatog graditelja Wolfganga Juliusa Brauna. Nakon orgulja u Katedrali, ove su orgulje najvrijednije u Zagrebu. Smještene su u tri ormara i građene su tehnikom gradnje instrumenata iz doba baroka.Ukrašene su baroknim ukrasima i rezbarijama, te radi veličine djeluju impresivno. Imaju tri manuala (reda tipki) i 40 zvučnih registara.

## Galerija
- Ulaz na crkvu
- Pročelje uz ulaz, reljef
- Križ na ulazu
- Pogled na zvonik s trga ispred župnog dvora
- Unutrašnjost crkve